# Банска-Бистрица (хоккейный клуб)
ХК 05 (словац. HC ’05 Banská Bystrica) — словацкий профессиональный хоккейный клуб, основанный в 2005 году и выступающий в словацкой экстралиге. Двукратный чемпион Словакии (сезон 2016/17 и 2017/18).

## История
Хоккейный клуб «Славия» Банска-Бистрица был основан в 1922 году. В 1962 году клуб был переименован в «Искру» и носил это название до 2005 года. До Второй мировой войны команда выступала в Словацкой лиге, трижды занимала второе место — в 1930, 1932 и 1934 годах. В 1946 году команда приняла участие в первом розыгрыше чемпионата Чехословакии по хоккею с шайбой, по результатам её команда покинула элитный дивизион. В следующем году команда вернулась в элиту, но закрепиться в ней не смогла — по итогам сезона 1947/48 «Славия» вновь покинула высшую лигу Чехословакии, на этот раз навсегда.
После распада Чехословакии «Искра» была включена в первую лигу Словакии — вторую по силе лигу страны. В 1995 году команда поднялась в высшую лигу. В сезоне 1995/96 команда заняла 9-е место в элите и сохранила прописку в лиге по итогам квалификационных матчей, однако в сезоне 1996/97 повторить достижение не смогла. В сезоне 1998/99 «Искра» в последний раз приняла участие в высшем дивизионе Словакии.
В 2005 году клуб был реорганизован и переименован в «05 Банска-Бистрица». В сезоне 2007/08 команда пробилась в высшую лигу. В сезоне 2010/11 команда завоевала первую медаль — бронзу чемпионата Словакии. В сезоне 2016/17 банска-бистрицкая команда впервые в истории стала чемпионом страны. А в следующем году повторила свой успех.

## Достижения
- Чемпионат Словакии по хоккею:
  - Победитель: 2017, 2018
  - Серебряный призёр (2): 2015, 2016
  - Бронзовый призёр: 2011